# Старанність
Старанність (лат. industria; англ. diligence) — моральна якість та чеснота. Старанність це завзята та уважна природа дій та праці людини. Рішуча робоча етика. Правильне розпорядження часом; пильнування власних дій проти лінивства. Вкладання повного зосередження у власну працю. 
Старанням посередність досягає більшого, ніж обдарованість без старання. Слава досягається завдяки праці; що легко дається, те недорого коштує. Навіть на високих посадах бажана старанність: вона, як правило, свідчить і про обдарування. Хто не мріє зайняти перше місце в значній справі, намагаючись зайняти хоча б середнє місце в значному, тому винятком служить благородність устремлінь; але в того, хто задовольняється середнім місцем у значній справі, коли б міг відзначитися в високому, тому вибачення нема. Отже, потребується натура і мистецтво, а їхній союз зміцнюється старанністю.
- Горливість — гаряча любов, ревність, завзяття.
- Ретельність — старанність у тому, що потребує терпіння

## Цитати про Старанність
- …'Слухач викликає у нас старанність, від похвал росте сміливість, а у слави невимірні остроги — Різні сентенції. Феофан Прокопович. Філософські твори. [2, 35—36].

- За розумну ініціативу, старанність, сумлінне та бездоганне виконання службових обов'язків до осіб рядового і начальницького складу можуть бути застосовані заохочення. - Про Дисциплінарний статут Державної служби спеціального зв'язку та захисту інформації України